# Hanover Square (Manhattan)
Hanover Square es una plaza y parque público del distrito financiero de Manhattan, Nueva York. Su forma es triangular, bordeada por la Calle Pearl, Calle Stone (ahora usadas sólo como peatonales) y una calle nombrada Hanover Square. La plaza era conocida por su nombre en 1730 durante el periodo del colonialismo británico. Fue nombrada por la Casa de Hanover, que llegó al poder en nombre del Rey Jorge I. En 2006-2007, fue renovado y se convirtió en un Jardín Memorial Británico.
Según el Departamento de Parques de la Ciudad de Nueva York, el área del parque en la plaza es de 0.056 acres (2440 ft², 227 m²). Algunos lo llaman como un mini parque.
Por muchos años, Hanover Square fue el centro de mercadeo de Nueva York, junto con el New York Cotton Exchange en 1 Hanover Square, New York Cocoa Exchange (ahora como el New York Board of Trade) y otros locales cerca.
La línea elevada de la Tercera Avenida tenía una estación encima de la plaza de 1878 hasta 1950, cuando dejó de funcionar y fue desmantelada. En la etapa final de la línea de la Segunda Avenida se extenderá el servicio hasta Hanover Square.
Las estaciones más cercanas son la 1, 2, 3, 4, 5, A, C, y E. Hanover Square será una terminal de la planeada línea de la Segunda Avenida que sirve a los trenes del servicio T.